# Coquette
Coquette (bra Coquete) é um filme norte-americano de 1929, do gênero drama, dirigido por Sam Taylor, com roteiro dele, John Grey e Allen McNeil baseado na peça teatral Coquette, de George Abbott e Ann Preston Bridgers.

## Prêmios e indicações
| Premiação  | Categoria    | Recipiente    | Resultado |
| ---------- | ------------ | ------------- | --------- |
| Oscar 1930 | melhor atriz | Mary Pickford | Venceu    |

## Sinopse
Norma Besant (Mary Pickford) é uma galanteadora incorrigível e tem várias conquistas em sua lista. Ela começa a flertar com Michael Jeffery (Johnny Mack Brown), um homem muito honrado, que é alertado pelo pai dela sobre a filha. Após uma longa viagem ele retorna e encontra Norma compromissada. No entanto, o amor entre ambos volta a florescer, para desagrado do pai de Norma.

## Elenco principal

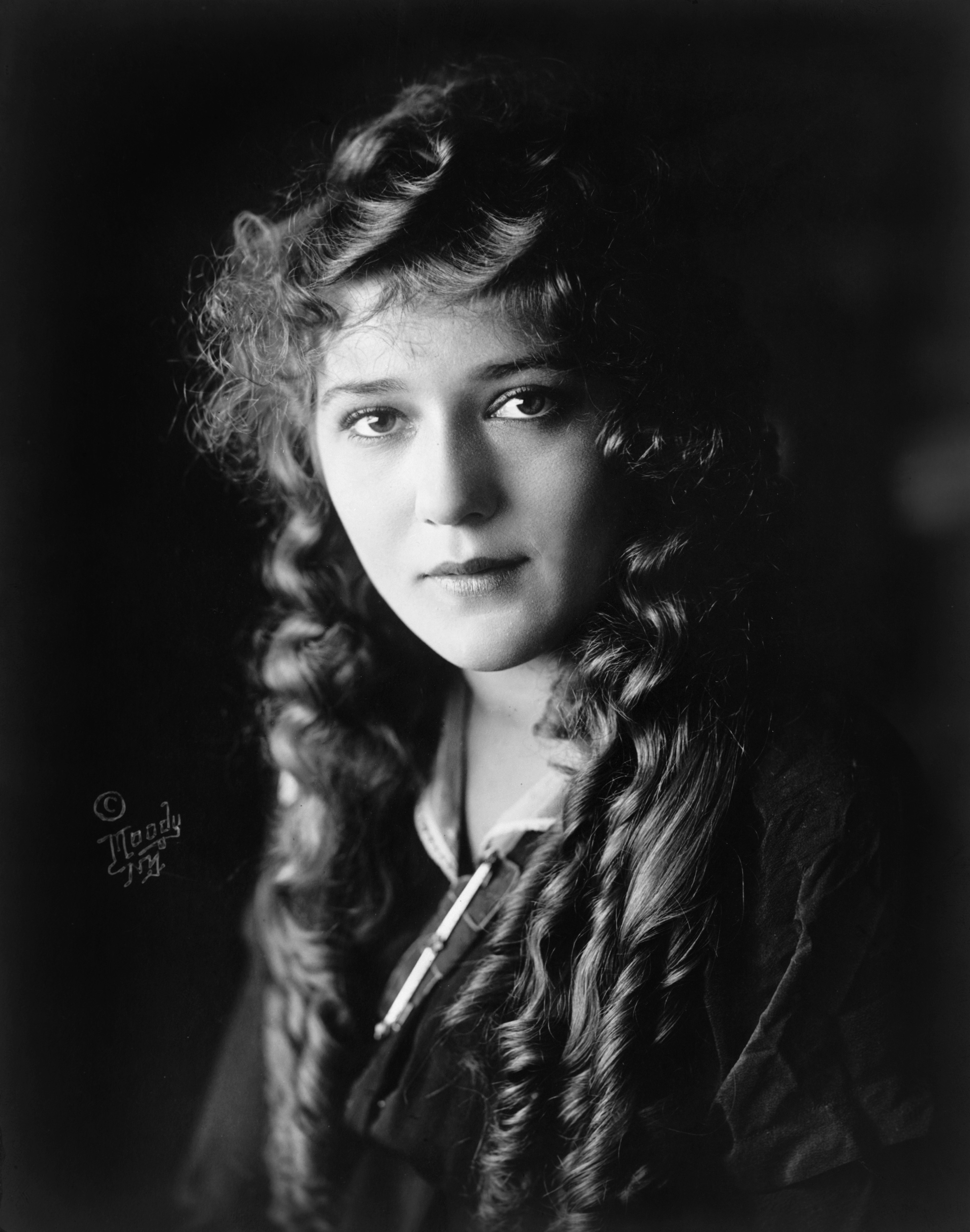
Mary Pickford

- Mary Pickford ....... Norma Besant
- Johnny Mack Brown ....... Michael Jeffery
- Matt Moore ....... Stanley 'Stan' Wentworth
- John St. Polis ....... Dr. John M. Besant
- William Janney ....... James 'Jimmy' Besant
- Henry Kolker ....... procurador Jasper Carter
- George Irving ....... Robert Bob Wentworth